# لاجئ بيئي

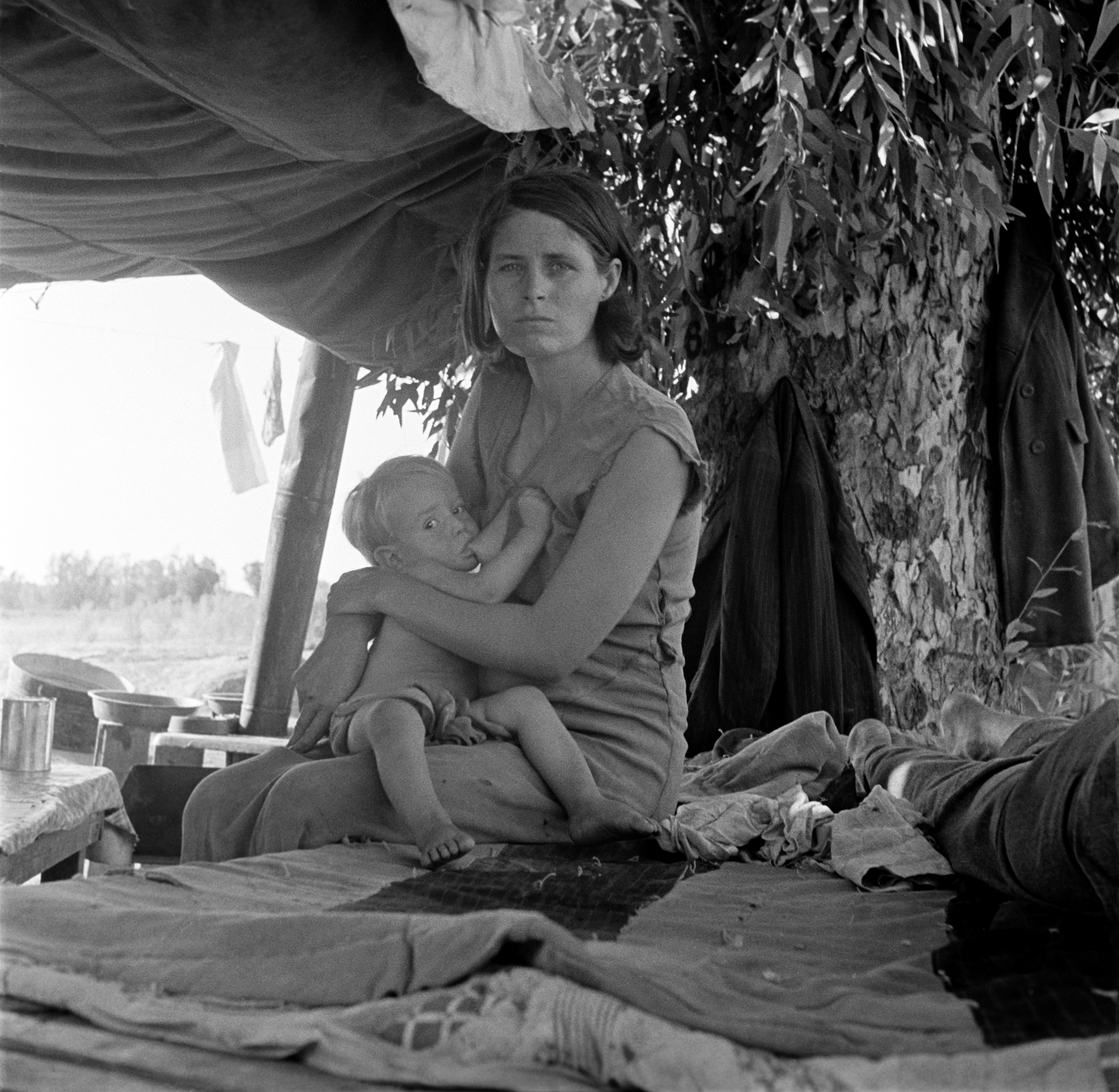
لاجئون بسبب الجفاف من مخيم أوكلاهوما على جانب الطريق، كاليفورنيا، 1936

المهاجرون البيئيون أو لاجئو المناخ هم أشخاص يضطرون إلى مغادرة منطقتهم الأصلية بسبب تغييرات مفاجئة أو طويلة الأجل في بيئتهم المحلية أو الإقليمية. هذه التغييرات تهدد رفاهيتهم أو تأمينهم سبل العيش. وهذه التغييرات تشمل زيادة حالات الجفاف والتصحر وارتفاع مستوى سطح البحر واختلال أحوال الطقس الموسمية (مثل الرياح الموسمية). قد يختار لاجئو المناخ الفرار إلى دولة أخرى أو الهجرة إليها، أو يهاجرون داخليًا في بلدهم.
ورغم صعوبة صياغة تعريف موحد وواضح لـ «الهجرة البيئية»، فقد ظهر هذا المفهوم كمسألة مثيرة للقلق في العقد الأول من القرن العشرين، إذ يحاول واضعو السياسات وعلماء الاجتماع والبيئة تصور الآثار الاجتماعية المحتملة لتغير المناخ والتدهور البيئي العام. و «ما لم يرد غير ذلك» فمن أجل اعتبار الشخص لاجئًا مناخيًا، فالطبيعة أو البيئة يمكن اعتبارهما السبب في ذلك.

## التعريف والمفهوم
وجهات النظر السياسية والقانونية
بالنظر أيضا:- التكيف على ظاهرة الاحتباس الحراري
تتوقع منظمة الهجرة العالمية أن معدل سقف الهجرة سوف يرتفع عالميا نتيجة للتغير المناخي، فهي تقوم بإعطاء نصائح للسياسيين حول العالم بأن يقومو بتصرف ما لحل هذه المشكلة، وتتكون المنظمة من 146 عضو وكل عضو عبارة عن دولة ويوجد 13 دولة مراقبة وتعمل مع الحكومات لتحسين إدارة الهجرة، وأن تكون هذه الهجرة قائمة على النظام والإنسانية، وبالتالي تفيد المهاجرين والمجتمعات، العالم في علم الإنسان اوليفيرسميث وهو عضو في مجموعة اليو أن، تكلم عن نقطة معينة بوجود أكثر من 20 مليون مهاجر حول العالم بسبب الظروق البيئية وهذا العدد الكبير أكبر من عدد المهاجرين بسبب الحرب والقمع السياسي مجنمعين، أي يجب أن نبدأ بإيجاد حلول لمشكلة الهجرة بسبب التغير المناخي.
ناقشت مؤسسة العدل البيئي موضوع الاشخاص المهاجرين بالإجبار بسبب التغير المناخي، وأن هؤلاء الاشخاص لا يوجد لديهم الوعي الكافي بالقانون الدولي، اذ يجب أن تتواجد اداة متعددة الأطراف حتى نستطيع من خلالها أن نعلم عن احتياجات المهاجرين بسبب التغير المناخي وحتى نقوم بحمايتهم أيضا، وأكدو على ضرورة وجود تمويلات زائدة حتى نستطيع تطوير الدول التي تتعرض للتغيرات المناخية وبالتالي نمنع الهجرة من أساسها، طرحوا سوجاثا ورايان كلمة أو مصطلح المنفى وهذا المصطلح لا يجب استخدامه، ويجب أن تحدث اتفاقيات دولية بحيث تقوم بتزويد المهاجرين بالحقوق الشرعية والجنسية في الدولة المتواجدين أو المهاجرين اليها مع الأخذ بعين الاعتبار قدرات الدول ووضعها مع التعامل مع المهاجرين أي أن الفكرة ليست اجباريه أيضا.
في بعض الحالات، التغير المناخي ممكن أن يقود إلى تصاعد النزاعات بين الدول هذا نتيجة من الفياضانات وظروف أخرى مما يؤدي إلى إنتاج عدد أكبر من اللاجئين وحدود الدول هذا يؤدي إلى بناء السياج حتى يبقو اللاجئين خارجا. الحدود الهندية البنغلاديشية مفصولة بشكل كبير بواسطة هذه الأسياج وتشير دراسات الحالة إلى احتمالية نشوب صراع عنيف بسبب هروب الناس من المناطق التي تعاني من دمار الأراضي الزراعية. الهدرة الحالية تسببت بالفعل في الصراع على نطاق واسع.
الفريق الحكومي الدولي المعني بتغير المناخ (IPCC) تتنبأ بأن مستويات البحار سوف ترتفع حوالي 0.6 متر خلال عام 2100 مما سوف يسبب القضاء بشكل كامل على البشرية. في بعض المناطق الصغرى لم يبقى فيها شيء هذا من الممكن أن يؤدي إلى خسارة ملايين الاجئين. اتخذت منظمات اللاجئين حالات مختلفة من الاجئين. منظمة لجوء اللاجئين والهجرة (ORAM) صممت من أجل مساعدة اللاجئين في البحث وإعادة التوطين. وهي مصممة لمساعدة اللاجئين على التغلب على مراحل الجوء. الهدف الرئيسي لمنظمة لجوء اللاجئين الضعاف من القوانين الموضوعة على اللاجئين وأيضا مساعدة في انهاء مراحل الجوء السياسي. هناك طن من تطرفات القانونية المأخوذة ضد الاجئين. القوانين السياسية الموضوعة على اللاجئين من أجل الحاق الأذى بلاجئين.
جنوب اميركا: وجدت العديد من المقالات التي استعرضها النظراء والتي تحلل الهجرة في أمريكا الجنوبية أنواعًا متعددة من الروابط بين تغير المناخ وتأثيره على الهجرة. تختلف الآثار والنتائج بناءً على نوع التغير المناخي والحالة الاجتماعية والاقتصادية والخصائص الديموغرافية للمهاجرين والمسافة والاتجاه للهجرة. نظرًا لأن معظم دراسات هجرة المناخ تتم في العالم المتقدم، فقد دعا العلماء إلى إجراء المزيد من البحوث الكمية داخل العالم النامي، بما في ذلك أمريكا الجنوبية. لا تزداد الهجرة في أمريكا الجنوبية دائما كنتيجة للتهديدات البيئية المتزايدة ولكنها تتأثر بعوامل مثل تقلبية المناخ ومدى ملاءمة الأراضي. تحدث هذه الهجرات إما تدريجيًا أو مفاجئا، ولكن يتم توجيهها عادةً من المناطق الريفية إلى المناطق الحضرية. تبين أن الهجرة بين المقاطعات لا تتأثر بشدة بالتغيرات البيئية في حين أن الهجرة خارج الوطن تتأثر بشدة بالتغيرات البيئية. نتائج حدث ذروي حفز تغيير الهجرة اعتمادا على بداية الحدث، ومع ذلك، فإن الأحداث المتعلقة بتغير المناخ مثل الجفاف والأعاصير تزيد أو تزيد من هجرة الشباب. من المرجح أن يهاجر الشباب استجابةً للأحداث المرتبطة بالمناخ. نتيجة لذلك، وجد أن الأطفال النازحين يسافرون مسافات أقصر للعثور على عمل في وجهات ريفية مقابل مزيد من المناطق الحضرية. يقترح الباحثون مراجعة للمصطلحات التي تحدد من هو المهاجر البيئي لأن هيئات صنع السياسات والوكالات الحكومية الدولية تؤثر بشكل كبير على الاستجابات عندما يتسبب حدث بيئي في هجرة الأشخاص. بسبب الزيادة في الاهتمام بهذا الموضوع في العقد الماضي، يدعو بعض الناس إلى إجراء يسمى إعادة التوطين الوقائي. الحالات التي تبدو فيها إعادة التوطين الوقائي مناسبة عادة ما تميزها الهيئات المحلية والحكومية. ويدعو آخرون إلى زيادة البرامج الاجتماعية لمنع وقوع حدث هجرة والمساعدة فيه. بعض سكان كونا، مثل سكان مستوطنة غاردي سوجوب، قرروا الانتقال من الجزر إلى البر الرئيسي لبنما بسبب ارتفاع مستوى سطح البحر.
تصورات عالمية من بلدان اللجوء المحتملة يكون رد الفعل بشأن القبول المحتمل للمهاجرين المحتملين في مجال البيئة مختلطًا، وهذا بسبب البلدان التي تتعامل مع مشاكل منزلية أخرى. على سبيل المثال، الهند، التي يبلغ عدد سكانها أكثر من مليار شخص، تقوم ببناء حاجز بين الهند وبنغلاديش. في حين أن الغرض المعلن للحاجز هو ردع تجارة المخدرات، فقد يساعد الحاجز أيضًا في منع اللجوء المحتمل لـ 20 مليون بنغلادش قد يكونون مشردين بسبب تغير المناخ في المستقبل. هذا على النقيض من كندا حيث يتزايد الضغط العام ببطء لإنشاء سياسات تسمح بالتسوية والتخطيط الأفضل. في 20 سبتمبر 2016، قال رئيس الوزراء الكندي ترودو لقمة الأمم المتحدة للاجئين والمهاجرين إن خطط إعادة التوطين لن تكون كافية. السويد التي سمحت للاجئين بالتماس اللجوء من مناطق الحرب في سياسة الباب المفتوح قد تحولت إلى سياسة تكون أكثر رادعًا لطالبي اللجوء وحتى تقدم أموالًا لطالبي اللجوء لسحب طلباتهم. قد تواجه الولايات المتحدة، التي تم تحذيرها في ظل إدارة أوباما للتحضير لتغير المناخ واللاجئين، المزيد من الصعوبات المستقبلية في الاستعداد للقيام بذلك في عهد الرئيس الحالي دونالد ترامب لأنه ينكر صراحة تغير المناخ. يمكن أن ينظر إلى هذا على أنه ينفي ترامب إمكانية تغير المناخ، ووقع أوامر تنفيذية بتفكيك الحماية البيئية، وأمر وكالة حماية البيئة بإزالة معلومات تغير المناخ من موقعها العام، مما يشير على الأرجح إلى عدم استعداد أمريكا للاعتراف بإمكانية زيادة اللاجئين البيئيين في المستقبل من تغير المناخ. اللجوء هو حرية المقاضاة في البلد الذي يريد الناس أن يكونوا فيه. الدول المختلفة لها قواعدها وقوانين اللجوء الخاصة بها. الولايات المتحدة، على سبيل المثال، لديها نظام معترف به في القوانين الفيدرالية والدولية. كانت فرنسا أول دولة تشكل الحق في اللجوء. لذلك يختلف حق اللجوء في دول مختلفة. لا يزال هناك قتال من أجل الحق في اللجوء في بعض مناطق العالم.

## نظرة عامة
لاجئون المناخ أو المهاجرون البيئيون هم أشخاص يضطرون إلى مغادرة منطقتهم الأصلية بسبب التغيرات المفاجئة أو الطويلة الأجل في بيئتهم المحلية. هذه هي التغييرات التي تهدد رفاههم أو تأمين سبل العيش. يتم إجراء مثل هذه التغييرات لتشمل زيادة حالات الجفاف والتصحر وارتفاع مستوى سطح البحر وتعطيل أنماط الطقس الموسمية (أي الرياح الموسمية). قد يختار لاجئو المناخ الفرار إلى دولة أخرى أو الهجرة إليها، أو قد يهاجرون داخلياً داخل بلدهم.
يستخدم مصطلح «مهاجر بيئي» بشكل متبادل إلى حد ما مع مجموعة من المصطلحات المتشابهة، مثل اللاجئ البيئي، اللاجئ البيئي، اللاجئ المناخي، المهاجر البيئي القسري، المهاجر ذو دوافع بيئية، لاجئ تغير المناخ، النازحون بيئياً، لاجئ الكوارث، النازحون البيئيون، اللاجئون البيئيون، الأشخاص النازحون بيئياً، أو اللاجئون البيئيون (ERTB). تم استخدام مصطلح «المنفيين للمناخ» للإشارة إلى هؤلاء المهاجرين الذين قد يتعرضون لخطر أن يصبحوا عديمي الجنسية. يتم التمييز بين هذه الشروط.
على الرغم من المشكلات في صياغة تعريف موحد وواضح لـ «الهجرة البيئية»، فقد زاد هذا المفهوم كمسألة مثيرة للقلق في العقد الأول من القرن العشرين، حيث يحاول واضعو السياسات والعلماء الاجتماعيون والبيئيون تصور الآثار المجتمعية المحتملة لتغير المناخ وتدهور البيئة العامة. «ما لم يتم الافتراض» من أجل اعتبار الشخص لاجئ مناخي، فإن الطبيعة أو البيئة يمكن اعتبارهما مضطهدين.
الفيضانات التي تتكرر في بنغلاديش في منطقة المصب لمجموعة واسعة من تلوث النشاط الإشعاعي عن طريق حادث محطة الطاقة النووية، والتقدم في التصحر، والجفاف على نطاق واسع، كما شوهد في 1980s ، وإزالة الغابات في نيبال والهند في مياه الهيمالايا الأشخاص الذين أجبروا على مغادرة منطقة سكنهم بسبب نوع من الدمار البيئي . في زلزال شرق اليابان الكبير والحادث النووي الذي وقع في طوكيو للطاقة الكهربائية فوكوشيما دايتشي والذي وقع في مارس 2011، بالإضافة إلى عدد كبير من اللاجئين بسبب كوارث التسونامي الكبرى والزلازل، كان هناك عدد كبير من اللاجئين بسبب الحوادث النووية الخطيرة. ولد، حوالي 500 ألف شخص ليكون. يقدر عدد اللاجئين البيئيين بأكثر من 10 ملايين شخص كل عام. هذا هو التنبؤ، عندما تصل الجزيرة والساحل بالقرب من ارتفاع مستوى سطح البحر بسبب الاحترار العالمي إلى ما بين 1 و 21 قرنًا ما لم يتم منع الاحترار تمامًا. في الأراضي المنخفضة وما إلى ذلك سوف تحتاج إلى الهجرة. يمكن أن يؤدي الاحترار العالمي إلى خلق أكبر لاجئي بيئي.
في الواقع لا يتناسب لاجئي المناخ مع أي من التعريفات القانونية لأي لاجئ. فليس كل لاجئي المناخ يهاجرون من وطنهم، وفي بعض الأحيان يُهجروا داخل بلدهم الأصلي. علاوة على ذلك، فإن اللاجئين لا يغادرون منازلهم خوفًا من تعرضهم للاضطهاد، أو بسبب «العنف العام أو الأحداث التي تزعج النظام العام بشكل خطير». وعلى الرغم من أن تعريف من هو اللاجئ توسع منذ تعريفه الدولي الأول والملزم قانونًا في عام 1951، ما زال الأشخاص الذين اضطروا إلى الفرار بسبب التغير البيئي لا يتمتعون بنفس الحماية القانونية التي يتمتع بها اللاجئون.
اقترح ليستر براون مصطلح «لاجئ بيئي» لأول مرة في عام 1976. وتعرف المنظمة الدولية للهجرة «آي اوه إم» للمهاجرين البيئيين كالتالي:
«المهاجرون البيئيون هم أشخاص أو مجموعات من الأشخاص، لأسباب مقنعة للتغيرات المفاجئة أو التقدمية في البيئة التي تؤثر سلبًا على حياتهم أو ظروف معيشتهم، ملزمون بمغادرة منازلهم المعتادة، أو اختيار القيام بذلك، إما مؤقتًا أو دائمًا، والذين ينتقلون إما داخل بلدهم أو في الخارج».
«المهاجرون البيئيون هم أشخاص أو مجموعات من الاشخاص يجبرون، لأسباب قهرية، على مغادرة منازلهم الاعتيادية لتغيرات مفاجئة أو تدريجية في البيئة تؤثر تأثيرا ضارًا على حياتهم أو ظروف معيشتهم، أو اختاروا القيام بذلك، إما بشكل مؤقت أو دائم، ويرتحلون داخل بلادهم أو خارجها».
لاجئو المناخ أو مهاجرو المناخ هم مجموعة فرعية من المهاجرين البيئيين الذين أجبروا على الفرار «بسبب التغيرات المفاجئة أو التدريجية في البيئة الطبيعية المتعلقة بواحد على الأقل من ثلاثة آثار لتغير المناخ: ارتفاع مستوى سطح البحر، والأحداث المناخية القاسية والجفاف وندرة المياه».

## الفئات
تقسم المنظمة الدولية للهجرة المهاجرين البيئيين إلى ثلاث فئات:
- مهاجرو الطوارئ البيئية: الأشخاص الفارون مؤقتًا بسبب كارثة بيئية أو حدث بيئي مفاجئ. (مثل: شخص أجبر على المغادرة بسبب إعصار، تسونامي، زلزال، إلخ.)
- المهاجرون المجبرون بيئيًا: الأشخاص الذين يتعين عليهم المغادرة بسبب تدهور الظروف البيئية. (مثل: شخص ما أجبر على المغادرة بسبب التدهور البطيء لبيئته مثل إزالة الغابات وتدهور الساحل، إلخ.)
- المهاجرون ذوو الدافع البيئي والمعروفين أيضًا بالمهاجرين الاقتصاديين المستحثين بيئيًا: الأشخاص الذين يختارون المغادرة لتجنب المشكلات المستقبلية المحتملة. (مثال: شخص يغادر بسبب انخفاض إنتاجية المحاصيل بسبب التصحر.)

«النازحون مؤقتًا بسبب الاضطرابات المحلية مثل انهيار جليدي أو زلزال؛ أولئك الذين يهاجرون بسبب تقويض التدهور البيئي سبل عيشهم أو وجود مخاطر غير محتملة صحيًا؛ وأولئك الذين يعاد توطينهم بسبب تدهور الأراضي أو بسبب تدهور دائم أو تغيرات بيئية لا يمكن احتمالها».
وتصنيفات أخرى تشمل:

### مهاجرون بيئيون مجبرون[9]- ظواهر بطيئة الحدوث
يُرحل هذا النوع من المهاجرين من بيئتهم عندما يُتوقع حدث ما قبل أن يكون من الضروري أن يغادر السكان. يمكن أن يكون التصحر أو الجفاف الطويل، ولم يعد سكان المنطقة قادرين على الحفاظ على الزراعة أو الصيد لتوفير بيئة معيشية كريمة.

### مهاجرون بيئيون حتميون[12]- ظواهر تدريجية الحدوث
هؤلاء مهاجرون أو «مشردون بشكل دائم» من منازلهم بسبب عوامل بيئية خارجة عن إرادتهم.

### مهاجرون بيئيون مؤقتون - على المدى القصير، ظواهر مفاجئة الحدوث
وهذا يشمل المهاجرين الذين يعانون من حدث واحد (إعصار كاترينا مثلًا). هذا لا يعني أن وضعهم المؤقت أقل حدة من وضعهم، فهذا يعني ببساطة أنهم قادرون على العودة إلى المكان الذي فروا منه (رغم أنه قد يكون من غير المرغوب فيه القيام بذلك) شرط أن يكونوا قادرين على إعادة بناء ما تحطم، والاستمرار في الحفاظ على نوعية حياة مشابهة لتلك التي سبقت الكارثة الطبيعية. ويُرحل هذا النوع من المهاجرين من دولتهم الأصلية عندما تتغير بيئتهم بسرعة. ويُهجروا عند وقوع أحداث كارثية، مثل التسونامي والأعاصير والزوابع وغيرها من الكوارث الطبيعية.

## الإحصاء

### إحصائيات عالمية
كانت هناك عدة محاولات على مر عقود لتعداد المهاجرين واللاجئين البيئيين. وتعتبر جودي جاكوبسون (1988) أول باحثة لإحاطة هذه المسألة، مشيرةً إلى أن هناك بالفعل ما يصل إلى 10 ملايين «لاجئ بيئي». وبالاعتماد على «سيناريوهات أسوأ الحالات» حول ارتفاع مستوى سطح البحر، قالت إن جميع أشكال «اللاجئين البيئيين» ستكون ستة أضعاف عدد اللاجئين السياسيين. بحلول عام 1989، ادعى مصطفى طلبة، المدير التنفيذي لبرنامج الأمم المتحدة للبيئة، أن «ما يصل إلى 50 مليون شخص يمكن أن يصبحوا لاجئين بيئيين» إذا لم يعمل العالم على دعم التنمية المستدامة. في عام 1990، أعلنت اللجنة الدولية للتغيرات المناخية (IPCC 1990: 20) أن أكبر نتيجة وحيدة لتغير المناخ يمكن أن تكون الهجرة، «مع نزوح ملايين الأشخاص بسبب تآكل الخط الساحلي والفيضانات الساحلية والجفاف الشديد». في منتصف تسعينيات القرن العشرين، أصبح نورمان مايرز، خبير البيئة البريطاني، أبرز المؤيدين لهذه المدرسة «الماكسمليزم» (سوهركي 1993). مشيرا إلى أن «اللاجئين البيئيين سيصبحون قريبًا أكبر مجموعة من اللاجئين القسريين». بالإضافة إلى ذلك، ذكر أنه كان هناك 25 مليون لاجئ بيئي في منتصف التسعينيات، مدعيًا كذلك أن هذا الرقم قد يتضاعف بحلول عام 2010، بحد أقصى 200 مليون بحلول عام 2050 (مايرز 1997). جادل مايرز بأن أسباب النزوح البيئي سوف تشمل التصحر ونقص المياه وملوحة الأراضي المروية ونضوب التنوع البيولوجي. وقد افترض أيضًا أن التشرد سيصل إلى 30 مليونًا في الصين، و30 مليونًا في الهند، و15 مليونًا في بنغلاديش، و14 مليونًا في مصر، و10 ملايين في مناطق الدلتا الأخرى والمناطق الساحلية، ومليونًا في الدول الجزرية، وسيبلغ عدد النازحين الزراعيين 50 مليونًا بحلول عام 2050. المزيد في الآونة الأخيرة، اقترح مايرز أن الرقم بحلول عام 2050 قد يصل إلى 250 مليون دولار.
حظيت هذه الادعاءات بزخم كبير، إذ كانت أكثر التوقعات شيوعًا هو أن العالم سيكون به 150 إلى 200 مليون لاجئ معني بتغير المناخ بحلول عام 2050. وأُجرت تغييرات على هذا الادعاء في التقارير المؤثرة حول تغير المناخ من قبل IPCC (Brown 2008: 11) واستعراض ستيرن حول اقتصاديات تغير المناخ (ستيرن وآخرون 2006: 3)، وكذلك من قبل منظمات غير حكومية مثل أصدقاء الأرض، وغرين بيس ألمانيا (جاكوبيت وميثمان 2007)، وكريستيان إيد؛ المنظمات الحكومية مثل مجلس أوروبا، اليونسكو، المنظمة الدولية للهجرة (براون 2008) ومفوضية الأمم المتحدة لشؤون اللاجئين.
نورمان مايرز هو الباحث الأكثر استشهادًا في هذا المجال، حيث وجد أن 25 مليون مهاجر بيئي كانوا موجودين في عام 1995 في عمله (مايرز وكينت 1995)، الذي استند إلى أكثر من 1000 مصدر. ومع ذلك، صرح فيكرام كولمانسكوج بأنه يمكن انتقاد «عمل مايرز» بسبب عدم اتساقه، ومن المستحيل التحقق منه وعدم مراعاة الفرص المناسبة لتكيفها» (2008: 9). علاوة على ذلك، أقر مايرز نفسه أن شخصياته تستند إلى «استقراء بطولي» (براون 2008: 12). بشكل أكثر عمومية، جادل بلاك أن هناك «أدلة علمية قليلة بشكل مدهش تشير إلى أن العالم «ممتلئ باللاجئين البيئيين» (1998: 23).
في الواقع، صرح فرانسوا جيمين أنه: «عندما يتعلق الأمر بالتنبؤات، فإن الأرقام تعتمد عادة على عدد الأشخاص الذين يعيشون في المناطق المعرضة للخطر، وليس على عدد الأشخاص المتوقع ترحيلهم بالفعل. لا تراعي التقديرات استراتيجيات التكيف [أو] مستويات الضعف المختلفة (جيميني 2009: 159).
في النصف الأول من عام 2019، هُجر 7 ملايين شخص داخليًا (على سبيل المثال في بلدهم) بسبب حوادث الطقس المتطرف. ووفقًا لمركز مراقبة النزوح الداخلي، فهذا رقم قياسي والرقم أكبر مرتين من العدد الذي شرده العنف والصراعات. أُجلى جزء كبير من النازحين عندما جاءت العاصفة، ما أنقذ العديد من الأرواح، ولكن كانت الخسارة الاقتصادية فادحة.

### اسيا والمحيط الهادئ
وفقًا لمركز مراقبة النزوح الداخلي، فقد نزح أكثر من 42 مليون شخص في آسيا والمحيط الهادئ خلال عامي 2010 و 2011، أي أكثر من ضعف عدد سكان سري لانكا، ويشمل هذا الرقم الأشخاص النازحين بسبب العواصف والفيضانات والأمواج الحارة والباردة، ولا يزال آخرون شردوا بسبب الجفاف وارتفاع مستوى سطح البحر، ومعظم هؤلاء الذين اضطروا لمغادرة منازلهم في نهاية المطاف عندما تحسنت الحالة، ولكن أصبح عدد غير محدد من المهاجرين، بكون بالعادة داخل بلادهم، ولكن أيضًا عبر الحدود الوطنية.
تعد الهجرة الناجمة عن مناخ القضية بالغة التعقيد يجب فهمها كجزء من المؤثرات للتغيرات والتطورات في الهجرة العالمية، للهجرة عادة أسباب متعددة، والعوامل البيئية متشابكة مع عوامل اجتماعية واقتصادية أخرى، والتي يمكن أن تتأثر هي نفسها بالتغيرات البيئية. لا ينبغي التعامل مع الهجرة البيئية فقط كفئة منفصلة،  تجادل دراسة أجراها بنك التنمية الآسيوي عام 2012 بأنه ينبغي معالجة الهجرة الناجمة عن المناخ كجزء من أجندة التنمية لبلد ما، بالنظر إلى الآثار الرئيسية للهجرة على التنمية الاقتصادية والاجتماعية، ويوصي التقرير بالتدخلات على حد سواء لمعالجة وضع أولئك الذين هاجروا، وكذلك أولئك الذين بقوا في المناطق المعرضة للمخاطر البيئية  تقول: للحد من تقليل الهجرة الناجم عن تدهور الظروف البيئية، ولتعزيز قدرة المجتمعات المعرضة للخطر على الصمود، يتعين على الحكومات اعتماد سياسات وتخصيص التمويل للحماية الاجتماعية، وتنمية سبل المعيشة، وتطوير البنية التحتية الحضرية الأساسية، وإدارة مخاطر الكوارث.
بالإضافة إلى ذلك، تم التأكيد على أن المناطق الفقيرة المأهولة بالسكان الأكثر تعرضًا للتدمير البيئي وتغير المناخ، بما في ذلك السواحل وخطوط الفيضان والمنحدرات الحادة. نتيجة لذلك، يهدد تغير المناخ المناطق التي تعاني من الفقر المدقع. «مسألة الإنصاف مهمة للغاية. المناخ يؤثر علينا جميعًا، لكنه لا يؤثر علينا جميعًا على قدم المساواة». وأبلغ الأمين العام للأمم المتحدة بأن كي مون المندوبين في مؤتمر للمناخ في إندونيسيا. تعد إفريقيا واحدة من مناطق العالم التي ينتشر فيها النزوح البيئي بشكل خطير بسبب الجفاف وغيرها من الأحداث ذات الصلة بالمناخ.
وفي مقاطعة مينكين بمقاطعة قانسو، "غادر 10000 شخص من المنطقة وأصبحوا شينتاي ييمين (مهاجرين بيئيًا)". وفي عام 2013، قررت المحكمة العليا النيوزيلندية أن ادعاء رجل كيريباتي بأنه "لاجئ بسبب تغير المناخ" بموجب الاتفاقية المتعلقة بوضع اللاجئين (1951) هو أمر لا يمكن الدفاع عنه. حيث ان لا تنطبق اتفاقية اللاجئين لأنه لا يوجد اضطهاد أو أضرار جسيمة لأي من الأسس الخمسة المنصوص عليها في الاتفاقية، ورفضت المحكمة الحجة القائلة بأن المجتمع الدولي نفسه (أو البلدان التي يمكن القول إنها كانت مصدر انبعاثات عالية من ثاني أكسيد الكربون أو غازات الدفيئة الأخرى تاريخيا) كانت "المضطهدين" لأغراض اتفاقية اللاجئين. ولا يستبعد هذا التحليل للحاجة إلى تحديد الشخص للاضطهاد من النوع الموصوف في اتفاقية اللاجئين إمكانية أن يأتي شخص بالنسبة للبلدان التي تعاني من تأثيرات شديدة لتغير المناخ إلى اتفاقية اللاجئين. ومع ذلك، فليس حدث التغير المناخي نفسه، بل الاستجابة الاجتماعية والسياسية لتغير المناخ، والتي من المحتمل أن تخلق الطريق لمطالبة ناجحة. محكمة الهجرة والحماية النيوزيلندية والمحكمة العليا ، "هناك علاقة متبادلة معقدة بين الكوارث الطبيعية والتدهور البيئي وضعف الإنسان، في بعض الأحيان، يمكن أن ينتج عن ذلك طريق ثابت للحماية الدولية بموجب اتفاقية اللاجئين، وتؤدي القضايا البيئية أحيانًا إلى نزاع مسلح، وقد يكون هناك عنف أو قمع مباشر لشريحة كاملة من السكان. يمكن أن تصبح أعمال الإغاثة الإنسانية مسيسة، خاصة في الحالات التي تكون فيها مجموعة داخل بلد محروم هدفًا للتمييز المباشر. رفضت محكمة الاستئناف النيوزيلندية هذه الدعوى في دعوى عام 2014، ففي استئناف آخر، أكدت المحكمة العليا النيوزيلندية أن الأحكام السلبية السابقة تكرر طلب الحصول على وضع اللاجئ، حيث رفضت المحكمة العليا الافتراض "أن التدهور البيئي الناجم عن تغير المناخ أو الكوارث الطبيعية الأخرى لا يمكن أن يخلق أبدًا طريقًا إلى اتفاقية اللاجئين أو الاختصاص الشخص المحمي ".
في عام 2014، تم لفت الانتباه إلى الطعن المقدم إلى محكمة الهجرة والحماية النيوزيلندية ضد ترحيل أسرة توفالو على أساس أنهم «لاجئون من تغير المناخ» ولقد كان سيعانون من المصاعب الناجمة عن التدهور البيئي في توفالو. ولكن تم إصدار تصريح الإقامة اللاحق للعائلة لأسباب غير مرتبطة بطلب اللجوء، وكانت الأسرة ناجحة في جاذبيتها، بموجب التشريع المتعلق بالهجرة، كانت هناك «ظروف استثنائية ذات طابع إنساني» تبرر منح تصاريح إقامة لأن الأسرة تم دمجها في المجتمع النيوزيلندي مع عائلة كبيرة ممتدة انتقلت فعليًا إلى نيوزيلندا.